# فيرونيكا فيتز
فيرونيكا فيتز (بالألمانية: Veronika Fitz)‏ هي ممثلة ألمانية، ولدت في 27 مارس 1936 في أميرسيه في ألمانيا. من الجوائز التي نالتها جائزة الشاعرة البافارية ‏ سنة 1996.

## جوائز
- جائزة الشاعرة البافارية [الإنجليزية]‏ (1996)

## وصلات خارجية
- فيرونيكا فيتز على موقع IMDb (الإنجليزية)
- فيرونيكا فيتز على موقع روتن توميتوز (الإنجليزية)
- فيرونيكا فيتز على موقع مونزينجر (الألمانية)
- فيرونيكا فيتز على موقع أول موفي (الإنجليزية)
- فيرونيكا فيتز على موقع قاعدة بيانات الأفلام السويدية (السويدية)
- فيرونيكا فيتز على موقع قاعدة بيانات الفيلم (الإنجليزية)
- فيرونيكا فيتز على موقع كينوبويسك (الروسية)